# Tipacoque
Tipacoque es una población ubicada en el departamento de Boyacá en Colombia, ubicado sobre la Troncal Central del Norte. Pertenece a la Provincia Norte de la cual es el tercero más poblado solo superado por Soatá y Boavita, En extensión es el segundo más pequeño solo antecedido por el municipio de Sativa Sur.La extensión total del municipio es de 72,89 km².Es el municipio más cálido de la provincia con una temperatura promedio de 27.4 °C. Conocido como la "Tierra de Caballeros" y la puerta de Entrada de Boyacá hacia Santander.

## Toponimia
Tipacoque es la deformación de la palabra Zipacoque, que en lengua muisca significa: dependencia del ZIPA.

## Contexto geográfico

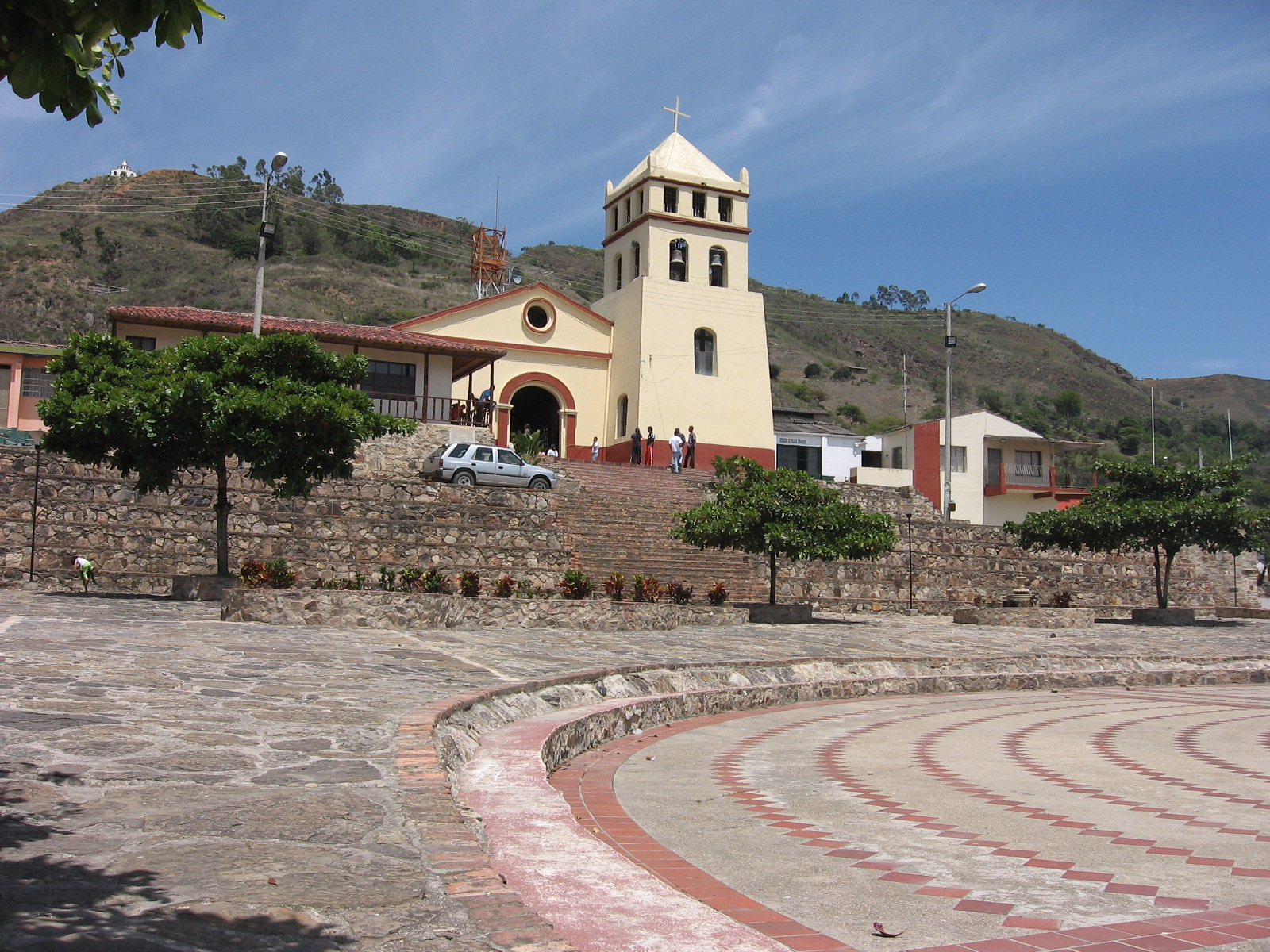
Iglesia del pueblo.

Situado sobre la cordillera oriental, en el costado occidental del río Chicamocha. El casco urbano se sitúa aproximadamente a una altitud de 1850 m s. n. m., presentando una temperatura promedio de 18 °C, siendo los meses más cálidos diciembre y enero, en los cuales la temperatura sobrepasa los 25 °C.

## Administración territorial
Está dividido en siete veredas: Ovachia, Cañabravo, La Carrera, El Palmar, La Calera, Galván y Bavatá.

## Localización
El municipio se encuentra a 174 km de la capital del departamento, Tunja) sobre una vía pavimentada, por la Troncal Central del Norte, que comunica a Bogotá con el Oriente colombiano (Cúcuta) y también sirve de ruta al Nevado del Cocuy.

## Límites

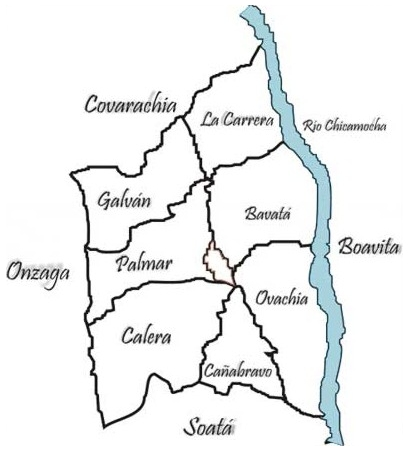
Mapa político.

- Por el norte: Covarachía y Capitanejo.
- Por el sur: Soatá.
- Por el oriente: el cañón del río Chicamocha.
- Por el occidente: un ramal de la cordillera oriental de Santander

## Geografía
Presenta un relieve montañoso con alturas que oscilan entre los 1200 m en las riberas del río Chicamocha y los 3000 m en el sitio denominado la Cruz del Roble, parte más alta del municipio. Predomina el clima templado seco típico del cañón del Chicamocha; pero la vegetación es variada por sus diferentes pisos térmicos.

## Fauna
Está compuesta por especies de mamíferos como conejos, armadillos o tinajos, que se encuentran en las partes altas. En la parte baja predominan los reptiles: lagartos, iguanas, serpientes y cucuruchos, especie muy particular que se desplaza con facilidad por encima de las aguas del Chicamocha.
Las aves son unos de los grupos más variados, se encuentran garrapateros, colibríes, toches, turpiales, gurrias, palomas, perdices, pregoneros o mirla blanca y cuchicas, especie nativa a nivel mundial que solo se encuentran en las riveras del Chicamocha.

## Hidrografía

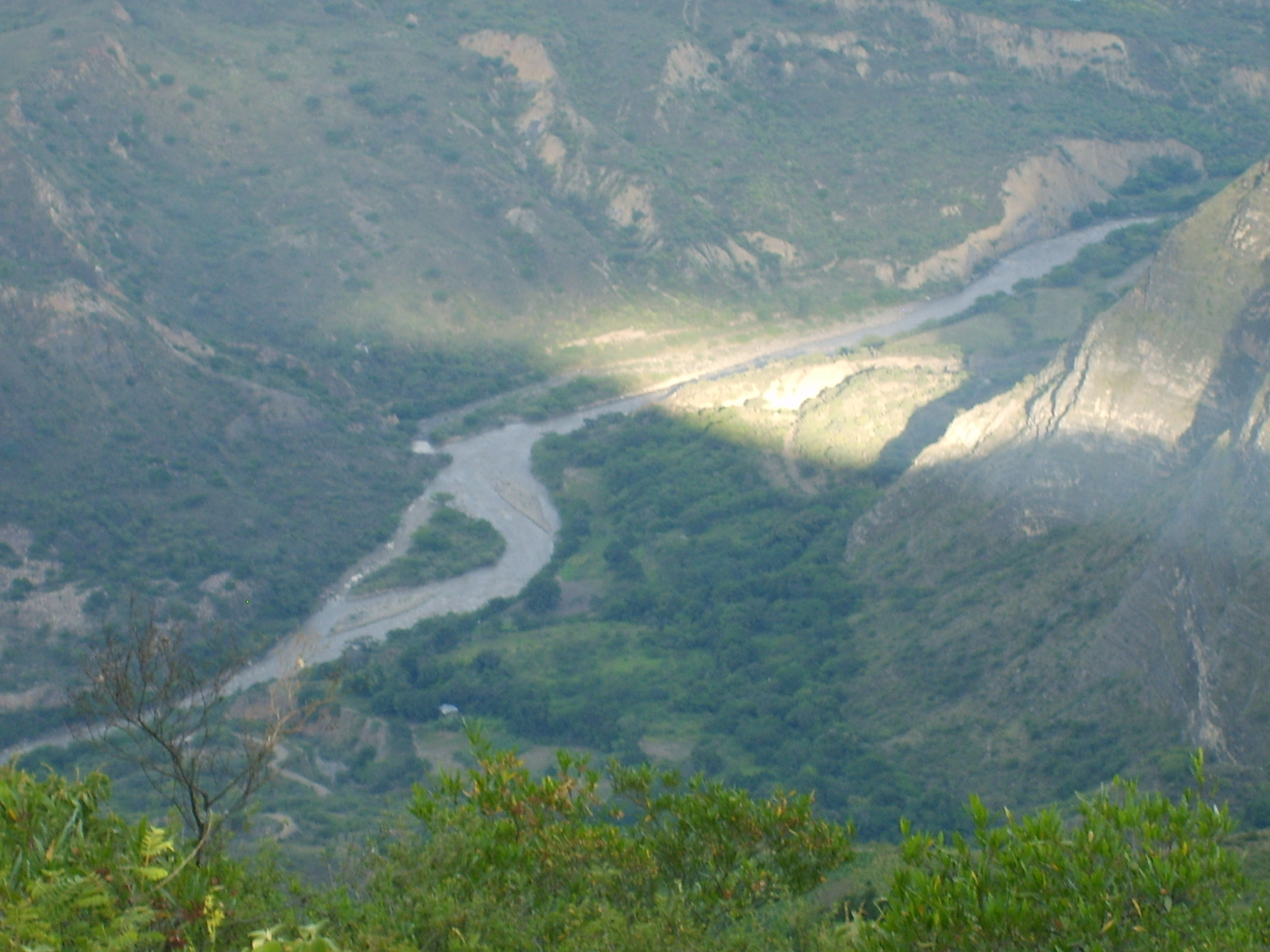
Río Chicamocha visto desde Tipacoque.

La conforman quebradas como la de Tipacoque, Aguablanca, Cañabravo y la carrera o Galván; las cuales sirven para la irrigación. La parte baja del municipio se encuentra surcada por el río Chicamocha.

## Historia
Reinaba allí una cacica cuyo principado cobijaba toda la antigua Hacienda, en sus aledaños desde el Chicamocha, hasta las montañas de Sativanorte y la Vega del vecino Onzaga; cuando vino la conquista un grupo de frailes dominicos la despojaron de su propiedad y edificaron un convento.
A partir de 1852, cuando se abolió la esclavitud, los campesinos continuaron pagando una obligación a la Hacienda, que consistía en un jornal semanal y la mayor parte de la producción por el derecho a vivir en tierras de sus amos. En la década de 1930, con la reforma agraria, se inició el parcelado de la hacienda, los dueños vendieron las tierras a precios cómodos.

## Fundación

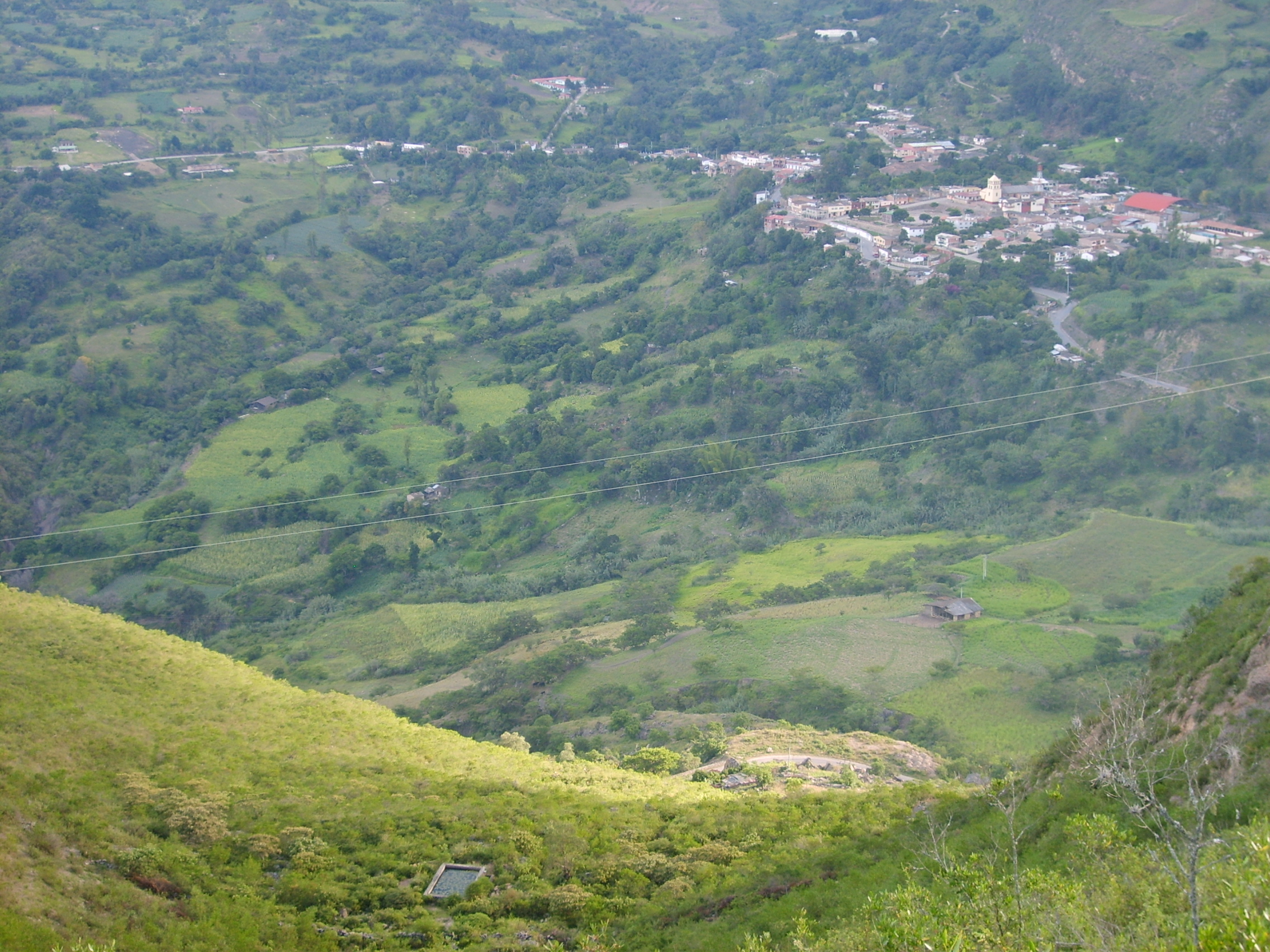
Vista de Tipacoque.

Cuando se crea el municipio de Soatá, Tipacoque fue integrado a este como una vereda, más tarde, se convirtió en inspección de policía, subdividida en tres veredas: Tipacoque, Ovachia y la Carrera.
Tipacoque fue creado como municipio mediante la ordenanza 17 del 28 de noviembre de 1968, siendo sus gestores Elvia Sandoval de Rojas y el escritor Eduardo Caballero Calderón, quien fue su primer alcalde.....